# Kiryat Arba
Kiryat Arba (קִרְיַת־אַרְבַּע en hébreu, قرية أربع en arabe) est une colonie israélienne, illégale au regard du droit international, située en Cisjordanie et considérée comme l'implantation la plus extrémiste des territoires occupés,.
Elle se trouve dans la banlieue de la ville palestinienne d'Hébron, à 15,2 km de la Ligne verte, à l'est de la barrière de séparation israélienne dans la zone H2 placée sous contrôle israélien depuis le Protocole d'Hébron de janvier 1997. Kiryat Arba a été créée en 1972. Sa population, fin 2011, s'élevait à 7 433 habitants. La colonie est aussi un conseil local.

## Origine du nom
Kiryat Arba signifie la « ville des quatre », en référence possible aux quatre géants que sont Arba et ses fils Ahiman, Sheshai, et Talmi. Selon une autre interprétation, Kiryat Arba signifierait « la ville d'Arba », Arba (en) étant le père ou l'aïeul d'Anak (Inachos), le fondateur de la dynastie des Inachides (en). Le nom apparaît fréquemment dans la Bible comme synonyme de « Hébron ». Genèse 23, 2 : « Sara mourut à Qyriat Arba, qui est Hébron, dans le pays de Canaan ».

## Histoire

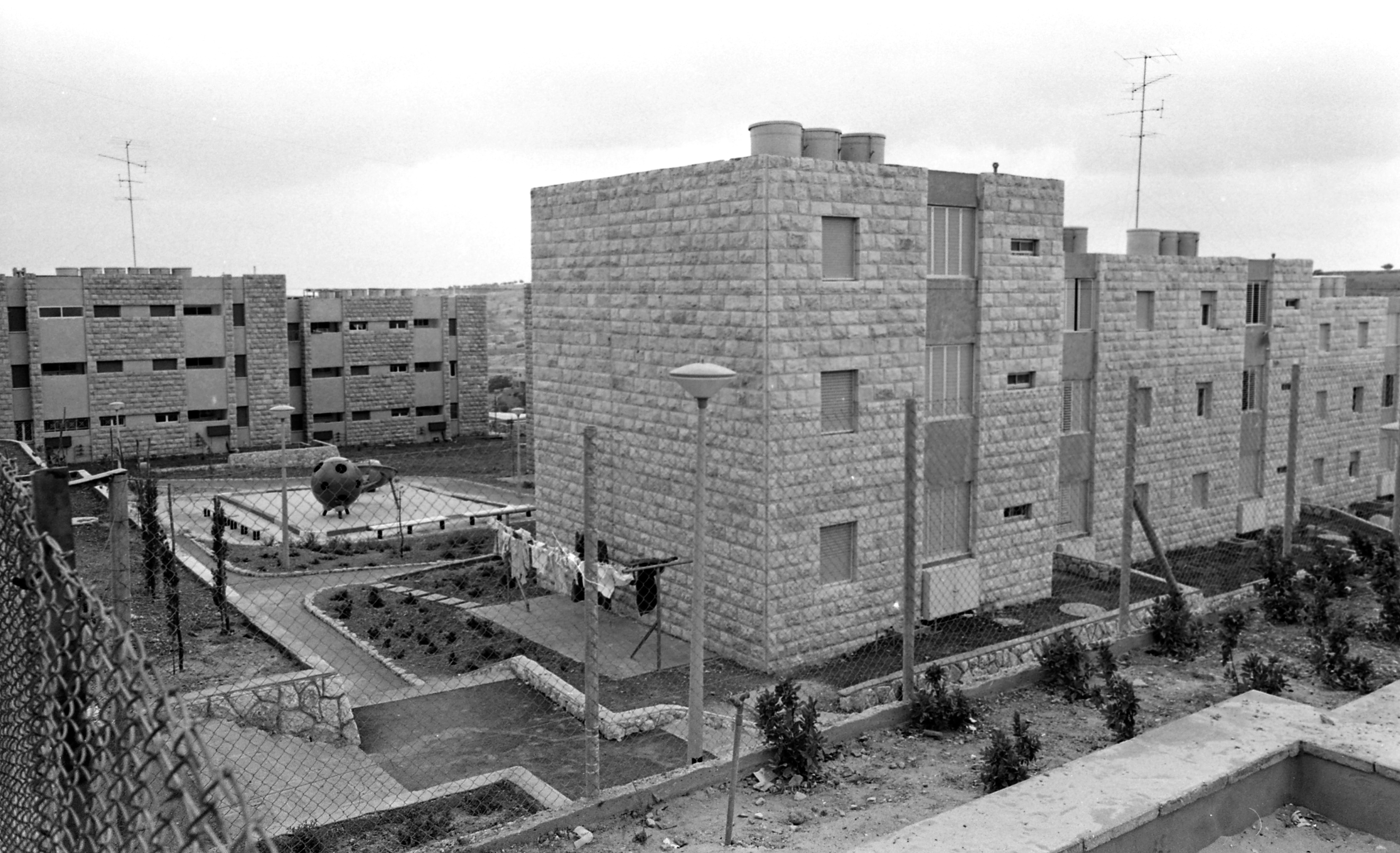
Construction d'immeubles dans la colonie de Kyriat Arba en 1973.

À la suite de la conquête de la Cisjordanie par l'armée israélienne lors de la guerre des Six jours en 1967, un plan gouvernemental secret visant à établir la colonie a commencé par l'expropriation de terres palestiniennes, officiellement pour former une base militaire. Selon le compte rendu d'une réunion entre de hauts responsables du cabinet du ministre de la Défense Moshe Dayan en juillet 1970, les autorités avaient prévu de construire des maisons « à des fins militaires » puis de les remettre aux civils israéliens sous forme de colonie. Cette méthode de fondation de colonies, très courante à l'époque, visait à donner l'apparence d'une conformité avec le droit international. Les colons israéliens affirmaient que la colonisation israélienne autour d'Hébron était justifiée à la lumière du massacre d'Hébron de 1929 et de la présence continue d'Israéliens dans la région jusqu'alors. Le mouvement sioniste-religieux Goush Emounim et en particulier le rabbin Moshe Levinger, parlent d'un "retour" des juifs à Hébron, et militent pour la construction de la colonie. Le gouvernement les autorise à s’installer dans l’enceinte des bâtiments militaires, et finance la création d’une colonie en périphérie directe d’Hébron, y construisant 250 logement.

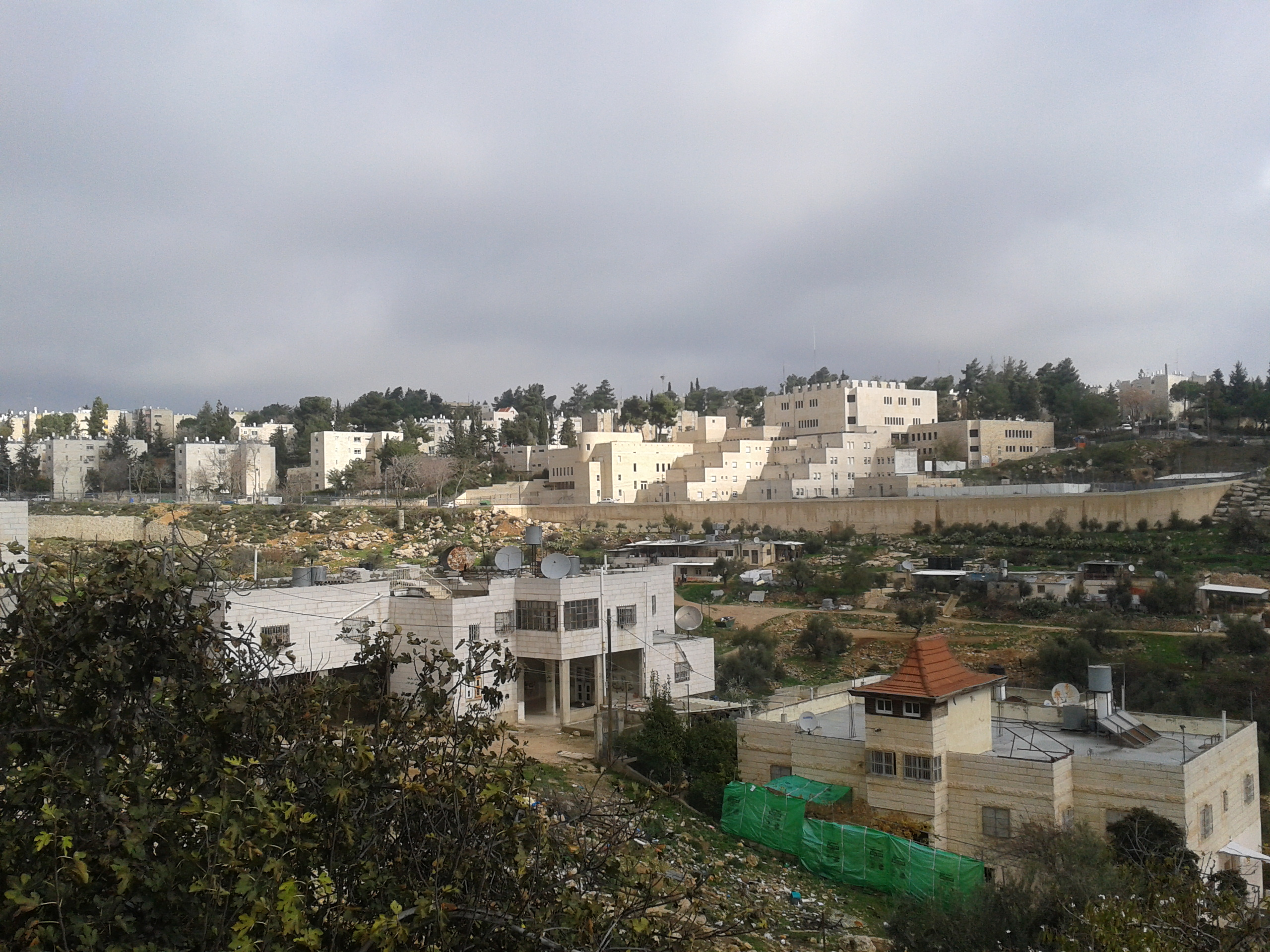
La colonie israélienne de Kiryat Arba à Hébron (2015).

Kiryat Arba joue le rôle de capitale régionale pour l'ensemble des colons juifs de Judée. La population qui atteint 7 500 personnes en 2007 est totalement sioniste religieuse. Elle croît rapidement en raison d'une fécondité très élevée et de l'intégration de nombreux immigrants, dont de nombreux Français. En 2024 l'administration civile israélienne a annoncé le dépôt d'un plan pour la construction de 234 nouveaux logements dans la colonie. Le plan propose de transformer une zone industrielle en zone résidentielle. Bien que faisant partie de la colonie de Kiryat Arba, il s'agit en réalité d'un quartier distinct, éloigné de la colonie principale et adjacent à la ville d'Hébron, proche du village palestinien de Beit Einun. L'objectif est de participer activement à la fragmentation géographique et démographique de la Cisjordanie.

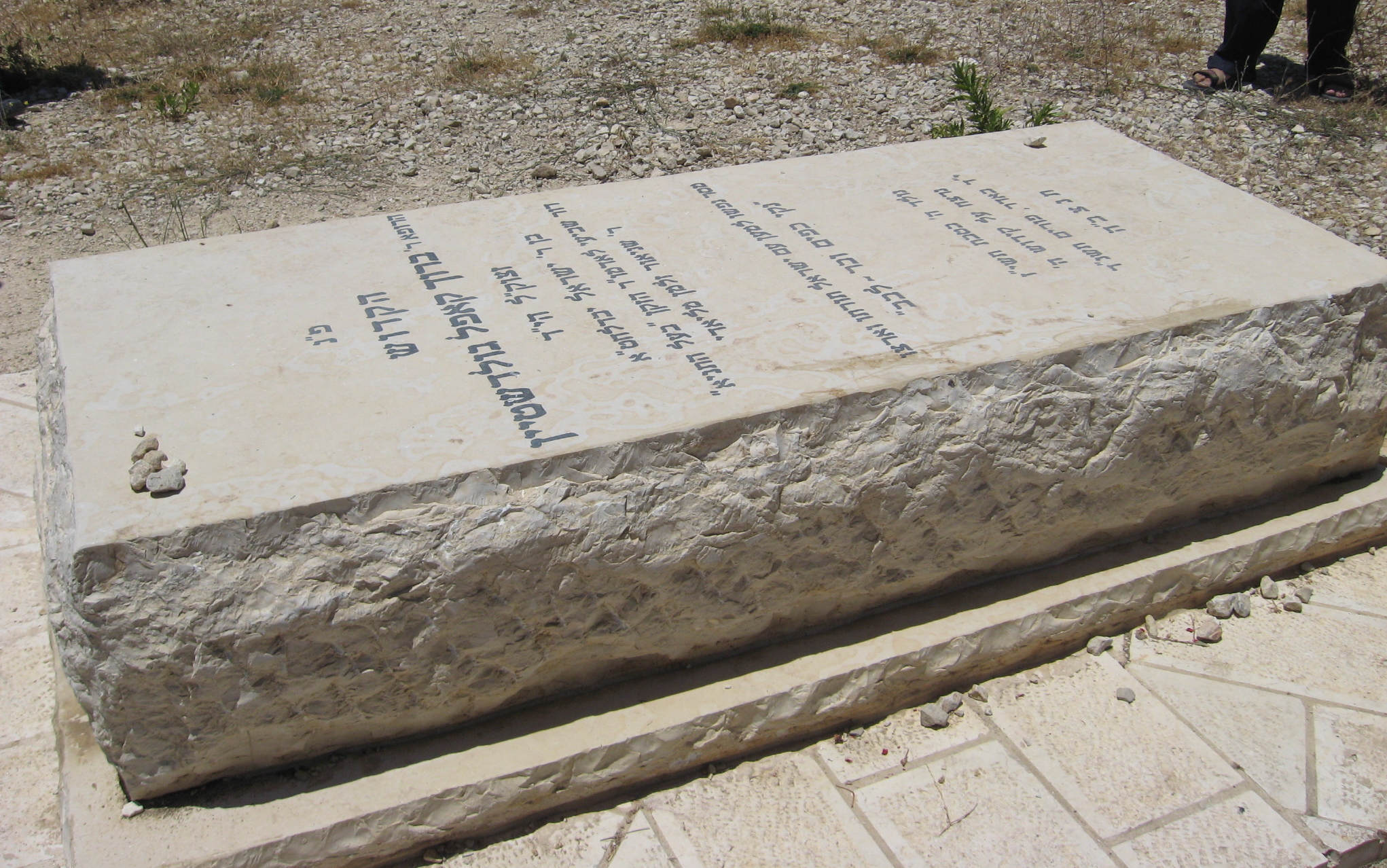
La tombe du terroriste Baruch Goldstein à Kiryat Arba, unique vestige de son mausolée détruit en 1999.

En 1994, Baruch Goldstein, un colon israélien de Kiryat Arba, membre du parti nationaliste-religieux Kach et Kahane Chai, abat 29 musulmans et en blesse 125 autres lors d'un office religieux dans la Mosquée d'Abraham, avant d'être maîtrisé et tué par les survivants de l'attaque. À Hébron même, un couvre-feu est mis en place et s’applique uniquement aux populations palestiniennes. Il est imposé durant deux mois sur l’ensemble de la ville, et six mois sur la vieille ville. Ce massacre contribue à l'échec du processus de paix. Le terroriste est enterré dans un mausolée à Kiryat Arba où sa mémoire est honorée chaque année par une frange de l'extrême-droite israélienne. En 1998, le parlement israélien vote une loi interdisant l’édification de mausolées à la mémoire d'auteurs d'actes de terrorisme et contraignant la destruction de ceux déjà édifiés. L'année suivante, l’armée israélienne détruit le mausolée édifié pour Goldstein, n'en préservant que la pierre tombale,.
Depuis l'an 2000, la population de la ville est très active dans le harcèlement de la population arabe d'Hébron, forçant cette dernière à construire des grillages pour se protéger des jets de pierre des colons.

## Situation juridique
La communauté internationale dans son ensemble considère les colonies israéliennes de Cisjordanie illégales au regard du droit international mais le gouvernement israélien conteste ce point de vue. Les colonies sont généralement considérées comme un obstacle à la création d'un Etat palestinien.

## Les implantations juives d'Hébron

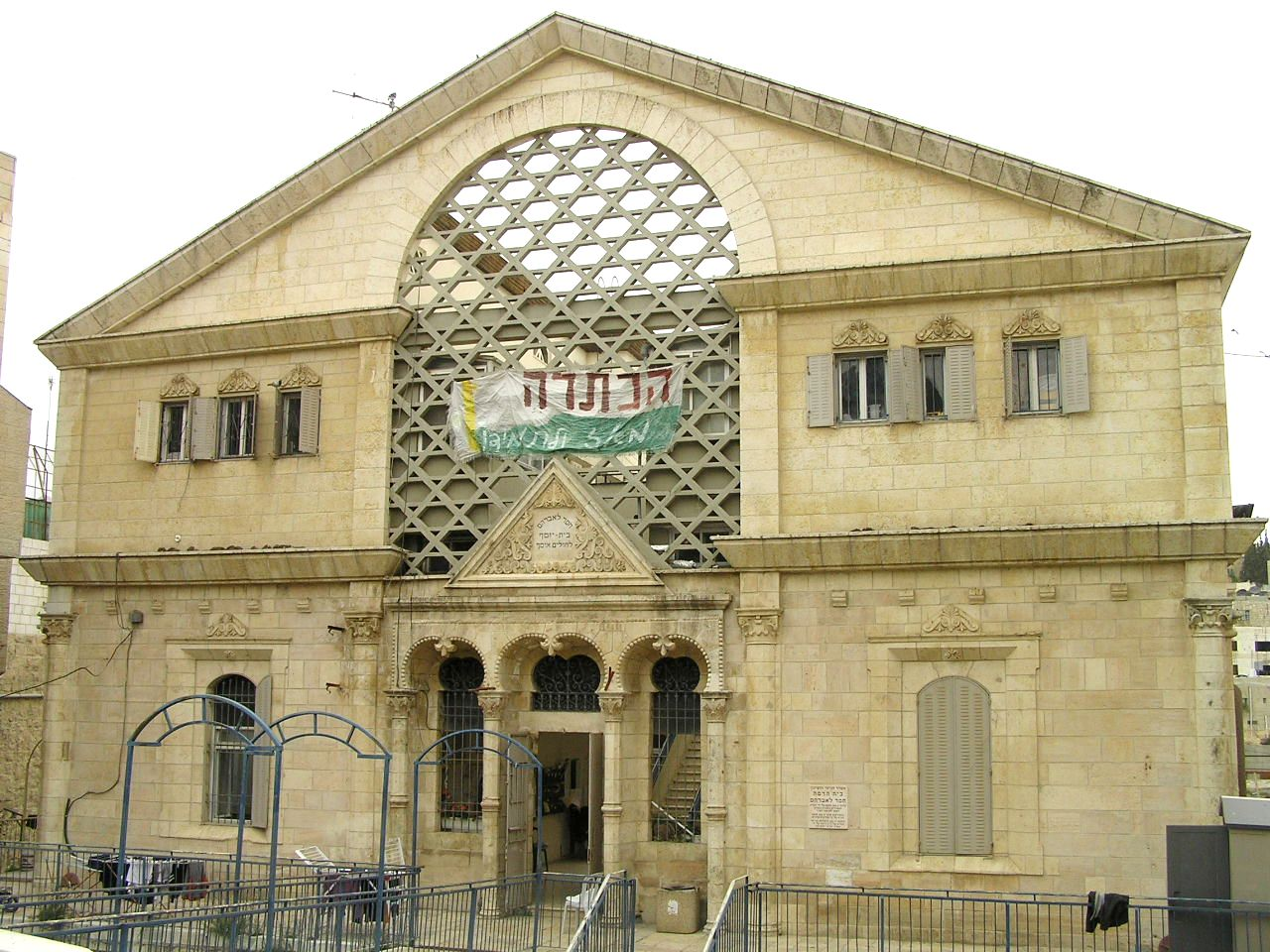
Ancien hôpital Beit Hadassah.

Outre Kiryat Arba qui se trouve à l'est d'Hébron, il existe dans la vieille ville d'Hébron (située en zone H2) plusieurs sites d'implantation juive :
- Beit Hadassah
- Le quartier juif historique autour de la Synagogue Abraham Avinou
- Beit Romano
- Tel Romeida alias Tel Hébron (groupe de caravanes « Admot Yishai » puis bâtiment Menachem)
- Le Centre Goutnik à côté du Tombeau des Patriarches

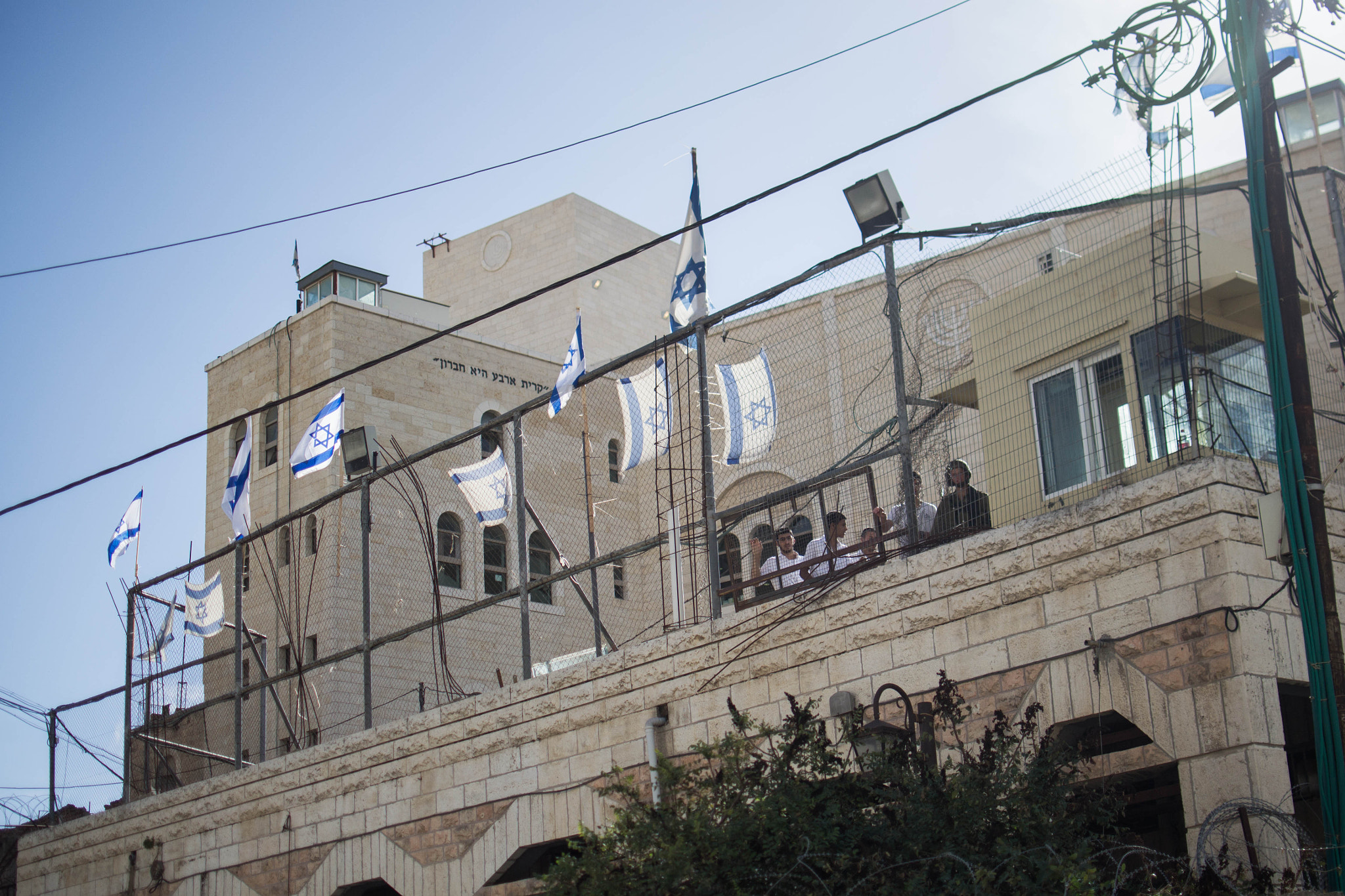
Beit Romano en 2015.

Cela commence en 1979, lorsqu'un petit groupe de femmes et d'enfants juifs s'installent dans le bâtiment abandonné de l'ancien hôpital « Beit Hadassa » datant de 1880. Elles squattent cet immeuble délabré pendant un an avant que le gouvernement ne l'autorise officiellement en mai 1980. Le bâtiment est alors réhabilité et agrandi.

Cette même année 1980, le bâtiment Beit Romano est à nouveau autorisé aux juifs pour y abriter une yeshiva. 

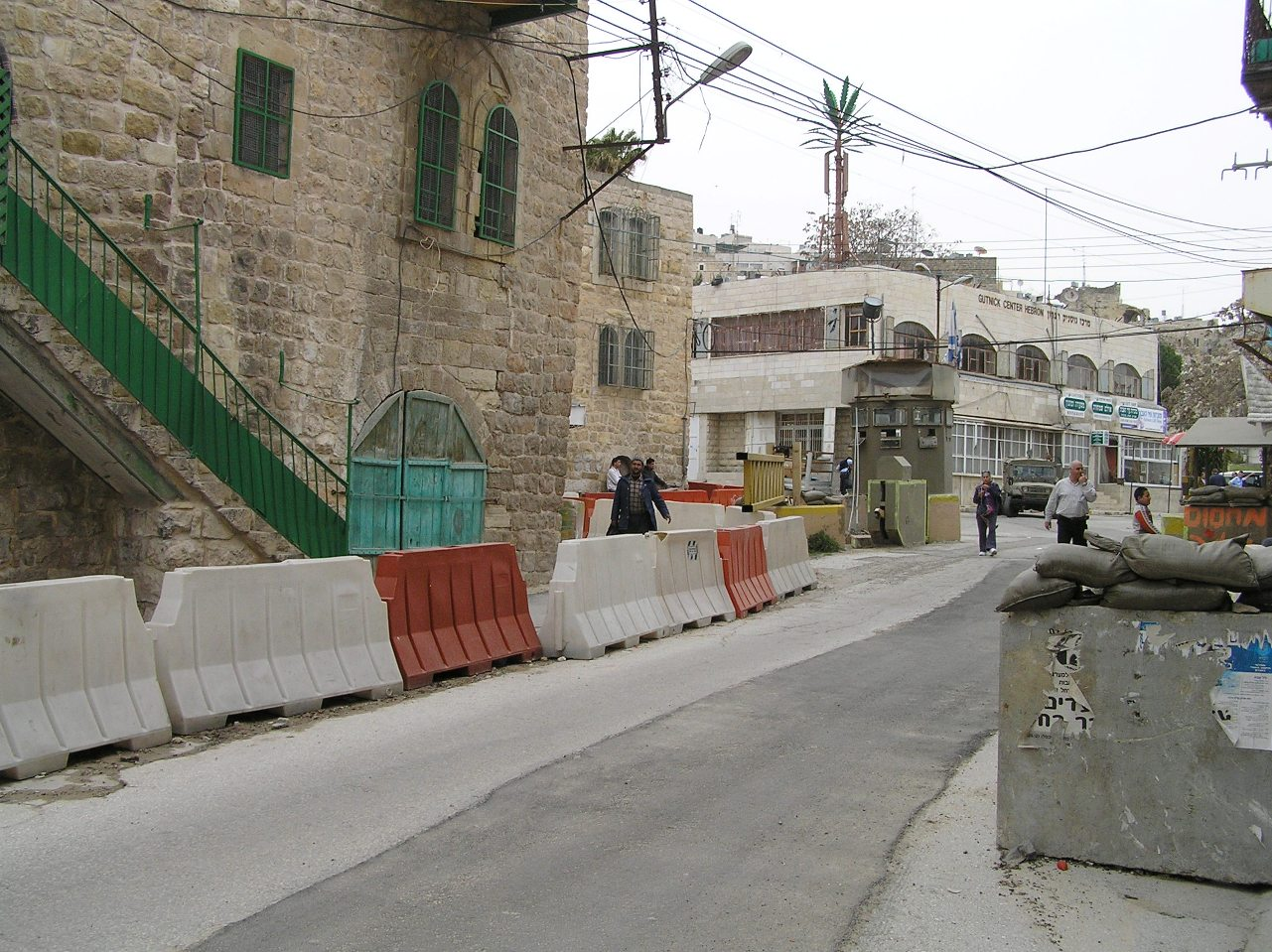
Le centre Goutnik au fond, derrière le checkpoint.

En 1984, à Tel Romeida, un groupe de sept familles juives installent leurs « caravanes » (il s'agit en fait de « mobile homes »), et baptisent leur campement Admot Yishai (אַדְמוֹת־יִשַׁי) ce qui signifie « les terres de Jessé ». En août 1998, le gouvernement autorise la construction d'un bâtiment en dur. Les caravanes sont alors empilées sur deux étages par manque de place. Le bâtiment baptisé Beit Menahem en hommage au Rabbi de Lubavitch, Menachem Mendel Schneerson, inauguré en 2005, repose sur des pilotis de béton pour préserver les vestiges archéologiques qui se trouvent en dessous.
Le Centre Goutnik (מרכז גוטניק), à proximité du tombeau des Patriarches, avec ses fenêtres grillagées (pour se protéger des jets de pierres), a été inauguré à Pâques 1996, à l'occasion d'une grande manifestation de soutien aux juifs d'Hébron, qui a rassemblé des milliers de personnes, brandissant des drapeaux et banderoles, et arborant des casquettes avec le slogan : « חברון מאז ולתמיד » (Hébron pour l'éternité!).
En 2007, une nouvelle tentative d'implantation dans le bâtiment baptisé « Beit HaShalom (en) » a échoué et les occupants ont finalement été évacués en 2008 par la police israélienne.
En 2017, Israël a approuvé la construction de 31 logements, une première depuis 2002. Ces logements doivent voir le jour dans le centre de la vieille-ville sur un terrain appartenant actuellement à l'armée israélienne. La population des colons devrait augmenter, avec ces nouvelles constructions, de 20%.
Ces petites implantations, même quand elles sont illégales, sont protégées par l'armée israélienne.

## Personnalités liées à la colonie
- Baruch Goldstein
- Yehuda Vach, militaire
- Dov Lior, grand rabbin
- Ester Rada, chanteuse
- Itamar Ben-Gvir, ministre